# Ząbrowo (Iława)
Ząbrowo (deutsch Sommerau) ist ein Dorf in der Landgemeinde Iława (Deutsch Eylau) im Powiat Iławski in der polnischen Woiwodschaft Ermland-Masuren.

## Geographische Lage
Das Dorf liegt im historischen Westpreußen, im Westen der Eylauer Seenplatte an der Ossa, etwa neun Kilometer nordwestlich von Iława, 14 Kilometer südöstlich von Susz und 72 Kilometer westlich von Olsztyn.

## Geschichte
Das Dorf ist eine Gründung des Deutschordensstaates im vom Domkapitel verwalteten Teil des Bistums Pomesanien. 1312 wird Sommerau als Grenze in der Handfeste des benachbarten Goldau erstmals urkundlich erwähnt. Die ursprüngliche Sommerauer Handfeste existiert nicht mehr. In den frühen 1370er Jahren wurde sie jedoch mit 102 Hufen erneuert. Es gab zu dem Zeitpunkt eine Kirche im Ort und es waren zwei Krüge vorgesehen, die Fleisch und Backwaren verkaufen durften. Ab 1372 gab es auch eine Wassermühle.
Nach dem Zweiten Frieden von Thorn vom 19. Oktober 1466 verblieb Sommerau beim stark geschrumpften Deutschordensstaat, der fortan ein Lehen der polnischen Krone war.
1525 wurde im gesamten Bistum Pomesanien die Reformation eingeführt und der Deutschordensstaat durch das neugegründete weltlichen Herzogtum Preußen ersetzt. Der letzte katholische Bischoff Pomesaniens Erhard von Queis erhielt als Entschädigung für den Verzicht auf die weltliche Herrschaft das neugegründete Erbamt Schönberg im Oberländischen Kreis, zu dem Sommerau gehörte. Nach dem Aussterben seiner Linie ging das Erbamt 1532 in Besitz des Samlander Bischoffs Georg von Polentz über. Die Gerichtsbarkeit über das Amt blieb bis 1824 in Besitz der Familie.
1699 verkaufte die Familie Schlieben Sommerau an die Familie Finck von Finckenstein, in deren Besitz es bis 1945 blieb.
1701 wurde der alten Kirchenbau in Sommerau durch eine neue Kirche an selber Stelle ersetzt. Zunächst im Fachwerk erbaut, wurde diese später massiv untermauert. Kurz zuvor hatte die Kirchengemeinde Sommerau die Selbstständigkeit von der Kirchengemeinde Albrechtau erhalten.
Nachdem Preußen 1752 durch die 1. Teilung Polens das Gebiet zwischen Brandenburg und Preußen erhalten hatte, wurde Preußen in die Provinzen Ostpreußen und Westpreußen aufgeteilt. Sommerau wurde Westpreußen zugeordnet.
Während des Siebenjährigen Krieges war das Gebiet um Sommerau von 1758 bis 1762 von russischen Truppen besetzt.
Sommerau gehörte ab 1818 zum Kreis Rosenberg im Regierungsbezirk Marienwerder in der preußischen Provinz Westpreußen. Ab 1866 gehörte Sommerau zudem zum Reichstagswahlkreis „Regierungsbezirk Marienwerder 2“, der aus dem Kreis Rosenberg und dem südlich der Ossa gelegenen Kreis Löbau bestand.
1864 erhielt die Sommerauer Kirche einen neuen gemauerten Turm mit drei Glocken. 1874 folgte eine Orgel mit 10 Stimmen. 1877 wurde die Bahnlinie Deutsch-Eylau Marienburg eingerichtete Sommerau erhielt einen Bahnhof, allerdings außerhalb der Stadt, da kein Dorfbewohner bereit war etwas von seinem Grundstück für das Bahnhofsgebäude abzutreten.
Gleich zu Beginn des Ersten Weltkriegs konnten die Bewohner von Sommerau am 20. August 1914 den Kanonendonner der nahen Gefechte im Osten vernehmen. Viele Bewohner des Dorfs bereiteten sich in Angst auf eine Flucht vor. Auf Grund des überraschenden Sieges der Deutschen Armee in der Schlacht bei Tannenberg am 28. August war die Flucht letztendlich nicht nötig.
Aufgrund der Bestimmungen des Versailler Vertrags stimmte die Bevölkerung im Abstimmungsgebiet Marienwerder, zu dem Sommerau gehörte, am 11. Juli 1920 über die weitere staatliche Zugehörigkeit zu Deutschland oder den Anschluss an Polen ab. In Sommerau stimmten alle 584 Einwohner für den Verbleib bei Ostpreußen, auf Polen entfielen keine Stimmen. Ab 1920 gehörte Sommerau daher zum neuen Regierungsbezirk Westpreußen in der Provinz Ostpreußen. Nach dem Überfall auf Polen ging der Regierungsbezirk Westpreußen im Reichsgau Danzig-Westpreußen auf.
1921 wurde die Elektrifizierung des Ortes durchgeführt.
1924 fand eine große Feier mit Umzug anlässlich des 600. Geburtstags des Dorfes und 100 Jahre Bauernbefreiung statt.
Gegen Ende des Zweiten Weltkriegs flohen die Bewohner des Dorfes am 20. Januar 1945 vor der heranrückenden Roten Armee. Einige deutsche Bewohner kehrten im Mai 1945 zurück und bestellten gemeinsam mit einigen Polen unter russischer Aufsicht die Äcker. Im Sommer 1945 wurde Sommerau gemäß dem Potsdamer Abkommen zusammen mit der südlichen Hälfte Ostpreußens zum Bestandteil der Volksrepublik Polen. Die übrigen deutschen Dorfbewohner wurden am 12. Oktober 1945 aus Sommerau vertrieben.
Das Dorf wurde in Ząbrowo umbenannt und ist heute Teil der Landgemeinde Iława innerhalb des Powiat Iławski in der Woiwodschaft Ermland-Masuren (1975 bis 1998 Woiwodschaft Olsztyn).

### Demographie
| Jahr | Einwohner | Anmerkungen                                                     |
| ---- | --------- | --------------------------------------------------------------- |
| 1789 |           | 67 Feuerstellen (Haushaltungen)                                 |
| 1816 | 482       | [ 9 ]                                                           |
| 1852 | 892       | [ 10 ]                                                          |
| 1864 | 1.035     | am 3. Dezember, darunter 1.026 Protestanten und vier Katholiken |
| 1871 | 1.040     | [ 12 ]                                                          |
| 1885 | 930       |                                                                 |
| 1905 | 788       | [ 13 ]                                                          |
| 1910 | 707       |                                                                 |
| 1933 | 853       | [ 14 ]                                                          |
| 1939 | 921       | [ 14 ]                                                          |
| 2005 | 1.021     | am 16. April                                                    |
| 2010 | 1.100     | [ 16 ]                                                          |

## Kirchspiel
Vor 1945 war der überwiegende Teil der Bevölkerung von Sommerau evangelischer Konfession. Sommerau hatte eine evangelische Mutterkirche, zu der unter anderem Herzogswalde, Seegenau, Starkenau und Cölmsee gehörten.
Die heutigen Bewohner von Ząbrowo gehören fast ausschließlich der römisch-katholischen Kirche an.